# Besant (moneda)
|  | Per a altres significats, vegeu «Besant». |

El  besant és un terme medieval per designar una moneda d'or de l'Imperi Romà d'Orient, i per extensió qualsevol moneda d'or o d'argent de 24 quirats. El terme es deriva del nom de Bizanci, la ciutat relativament menor que, al segle iv, va ser refundada com a Constantinoble per l'emperador romà Constantí I el Gran i va esdevenir la capital de l'Imperi Romà d'Orient. L'Imperi Romà d'Orient va ser una font important de monedes d'or (solidificació) des de l'època de Constantí. El besant blanc era d'argent i el besant sarraïnat d'or. Correspon al dirhem almohade.
El 1130 o 1140 els estats croats, que havien emès moneda indistingible dels dinars, van començar a emetre besants, més lleugers i amb menys quantitat d'or que el dinar.